# РУСАДА
РУСАДА (ассоциация «Российское антидопинговое агентство „РУСАДА“») является национальной антидопинговой организацией Российской Федерации, которая осуществляет свою деятельность в соответствии с Международной Конвенцией о борьбе с допингом в спорте, принятой Генеральной конференцией ЮНЕСКО на 33‑й сессии в Париже 19 октября 2005 года и ратифицированной Российской Федерацией (Федеральный закон от 27 декабря 2006 года № 240), Конвенцией Совета Европы против применения допинга в спорте, Всемирным антидопинговым кодексом Всемирного антидопингового агентства (далее — ВАДА), Федеральным законом от 04 декабря 2007 года № 329-ФЗ «О физической культуре и спорте в Российской Федерации» и Общероссийскими антидопинговыми правилами.
РУСАДА было создано в январе 2008 года в следующих целях:
-  предупреждение допинга в спорте и борьба с ним на национальном уровне;
-  разработка Общероссийских антидопинговых правил, а также обеспечение соблюдения Общероссийских антидопинговых правил и элементов допинг-контроля.

Для реализации указанных целей РУСАДА принимает активное участие в разработке нормативно-правовых документов, регулирующих деятельность в области борьбы с допингом в спорте на территории Российской Федерации, разрабатывает и реализует образовательные антидопинговые программы, проводит мероприятия допинг-контроля, включая расследование возможных случаев нарушения антидопинговых правил и обеспечение права спортсменов или иных лиц на беспристрастное рассмотрение их дел.
В настоящее время членами РУСАДА являются Общероссийская общественная организация «Ассоциация юристов России» и Общество с ограниченной ответственностью «Международный центр охраны здоровья».

## Деятельность
Основными направлениями деятельности РУСАДА являются мероприятия допинг-контроля, реализация информационно-образовательных программ, пропаганда здорового и честного спорта, сотрудничество с международными и национальными антидопинговыми организациями других стран.
- В 2009 году из WADA получено официальное подтверждение соответствия Национальных антидопинговых правил, разработанных РУСАДА, Кодексу WADA. Также в этом году РУСАДА перевела на русский язык и легализовала переводы основных антидопинговых документов, а также приступила к реализации цикла образовательных программ. За время работы было налажено сотрудничество с Всемирным антидопинговым агентством, национальными антидопинговыми организациями других стран и рядом международных и национальных спортивных федераций. В 2009 году РУСАДА вступила в Ассоциацию национальных антидопинговых организаций. В качестве уникального инструмента для реализации антидопинговых программ, РУСАДА использует систему ADAMS.
- Олимпийские игры в Лондоне (2012). При подготовке к играм антидопинговые мероприятия осуществлялись, начиная с сентября 2011 года, и продолжались вплоть до окончания заезда российских спортсменов в олимпийскую деревню.
- Олимпийские зимние игры в Сочи (2014)
- Универсиада в Казани (2013)
- Другие крупные соревнования в России в 2013 году: чемпионату мира по легкой атлетике, фестивалю боевых искусств, а также чемпионату Европы по регби-7.

В 2012 году агентство успешно прошло сертификацию на соответствие международному стандарту ISO 9001:2008 и вошло в число первых двадцати национальных антидопинговых агентств, имеющих сертификат качества.
В 2014 году успешно прошло ресертификационный аудит на соответствие международному стандарту ISO 9001:2008.
По данным РУСАДА в 2011 году российские спортсмены получили 9 разрешений на терапевтическое использование запрещённых препаратов и 28 отказов (в 20 — из-за неправильного оформления документов). В 2014 году было получено 17 разрешений и 17 отказов, в 2015 году — 25 разрешений и 11 отказов. Кто именно из спортсменов и по каким причинам подавал заявки для легального употребления допинга, является медицинской тайной.

## Руководство
- До декабря 2015 года:
  - Генеральный директор — Хабриев, Рамил Усманович. 10 декабря 2015 года подал в отставку.
  - Председатель исполнительного Совета — Вячеслав Геннадьевич Синев. Скоропостижно скончался 3 февраля 2016 года от обширного инфаркта[3].
  - Исполнительный директор — Никита Олегович Камаев. Скоропостижно скончался 14 февраля 2016 года. Причина смерти — «предположительно, обширный инфаркт»[4]. Перед смертью сообщал о своих планах написать книгу о допинге в России[5]. По свидетельству Григория Родченкова, Камаев и Синев были убиты[6].
- С декабря 2015 года по 7 марта 2017 года:
  - Исполняющий обязанности генерального директора — Анцелиович Анна Александровна[7][8].
  - Должность исполнительного директора упразднена[9].
  - 7 октября 2016 года объявлено о выходе Министерства спорта из состава членов и учредителей РУСАДА с целью придания транспарентности процессу реорганизации агентства[10].
- С 31 августа 2017 года по 28 августа 2020 года генеральным директором являлся Юрий Александрович Ганус.
- С 28 августа 2020 года по декабрь 2021 года исполняющим обязанности генерального директора являлся Михаил Буханов.
- С декабря 2021 года генеральным директором является Логинова Вероника Викторовна.

## Допинговый скандал и его последствия
9 ноября 2015 года деятельность РУСАДА оказалась в центре допингового скандала. 18 ноября 2015 года на основании выводов отчёта независимой комиссии WADA признала деятельность РУСАДА не соответствующей антидопинговому кодексу WADA.
20 сентября 2018 года решением исполкома WADA РУСАДА была восстановлена в правах, с условием, что до 1 января 2019 года будет предоставлена база данных лаборатории. Агентство не смогло выполнить вовремя это обязательство и договорились об отсрочке на несколько недель.
22 января 2019 года на заседании исполкома WADA было принято решение поддержать соответствие РУСАДА антидопинговому кодексу WADA. Российские спортсмены смогут вновь без ограничений выступать на международных турнирах, а Россия будет беспрепятственно участвовать в международных спортивных федерациях и принимать международные турниры. В то же время WADA взяло на себя обязательство перепроверить подозрительные пробы.
25 ноября 2019 года WADA был опубликован отчёт комитета Compliance Review Committee, в котором говорится, что РУСАДА должно быть объявлено не соблюдающим установленные нормы после того, как расследование продемонстрировало, что данные, переданные из московской лаборатории, не были ни полными, ни полностью аутентичными. В частности, в отчете говорится, что в первых числах января 2019 года, за несколько дней до приезда экспертов WADA, системный администратор Евгений Мочалов, муж директора лаборатории Елены Мочаловой, удалил из базы более 19 тыс. файлов и произвел иные манипуляции.
9 декабря 2019 года WADA было принято решение, в результате которого РУСАДА вновь лишилась статуса соответствия антидопинговому кодексу WADA из-за выявленных фактов манипуляций с базой данных лаборатории, а также выступило за санкции против российского спорта. Окончательное решение по санкциям было принято в спортивном арбитражном суде 17 декабря 2020 года.
28 ноября 2022 года Матч ТВ со ссылкой на источники сообщил о намерении WADA продлить срок лишения статуса соответствия РУСАДА после 16 декабря из-за несоответствий государственного законодательства, которые были выявлены в ходе аудита в сентябре 2022 года. Российская сторона уведомило в WADA о несогласии с заявлением, после чего WADA обратилось в Спортивный арбитражный суд (иск зарегистрирован 24 ноября 2023, рассмотрение апелляции может занять от 6 до 12 месяцев).
11 марта 2024 года WADA подтвердило, что РУСАДА по-прежнему не соответствует антидопинговому кодексу.

## Олимпиада в Сочи
Основатель ВАДА Дик Паунд в своем отчете, опубликованном в ноябре 2015 года, сообщил, что в России годами действовала система поддержки нарушения антидопинговых правил. Кроме того, в документе утверждалось, что во время Олимпиады в Сочи процесс проверки проб российских спортсменов контролировала Федеральная служба безопасности (ФСБ).
В махинациях обвинили руководство РУСАДА. В январе 2016 года руководитель Московской антидопинговой лаборатории Григорий Родченков бежал в США, после чего он рассказал, как участвовал в подмене проб в Сочи и разрабатывал для спортсменов «коктейль» из запрещенных веществ.
В докладе канадского профессора Ричарда Макларена (2016 год) подробно описывался процесс подмены положительных анализов российских спортсменов на «чистые» в более чем 30 видах спорта на зимних и летних Олимпийских играх в 2012—2014 годах, в том числе Играх в Сочи. Макларен утверждал, что в Сочи процесс подмены контролировался агентами ФСБ через дырку в стене одного из помещений антидопинговой лаборатории в Сочи.
Бежавший на Запад бывший сотрудник РУСАДА Виталий Степанов также утверждал, что под видом сотрудников антидопингового агентства на Олимпиаде в Сочи выступали сотрудники ФСБ. Таким образом, по словам Степанова, российская сторона хотела скрыть употребление допинга российскими спортсменами во время зимних Игр 2014 года. Степанов также сообщил, что как минимум четыре российских спортсмена, ставшие золотыми призёрами в Сочи, употребляли стероиды во время Игр.